# ژولدیبای
ژولدیبای (قزاقی: Жолдыбай) یک دریاچه در استان آق‌مولای کشور قزاقستان است.